# Zündapp CS 25
Die Zündapp CS 25 ist ein Mofa von Zündapp. Es wurde von 1980 bis 1984 gebaut und löste die ZD 50 TS ab. In denselben Jahren wurde die Zündapp Hai 25 (später umbenannt in Zündapp CX 25) gefertigt, die als geländegängiges Mofa bis auf geringfügige Unterschiede wie eine hochgezogene Auspuffanlage baugleich mit der CS 25 ist.
Nach dem Konkurs der Zündapp-Werke und Kauf der Fertigungsrechte durch Royal Enfield wurde sie bis 1995 unter dem Namen Zündapp Madras im indischen Chennai weitergebaut.

## Unterschiede zur CS 50
Die Zündapp CS 25 ist das kleine Schwestermodell des ab 1979 gebauten Mokicks CS 50. Es gibt unter anderem folgende Unterschiede:
- bauartbedingte Höchstgeschwindigkeit 25 km/h anstatt 40 km/h
- 3-Gang-Handschaltung anstatt 4-Gang-Fußschaltung
- Klingel statt Hupe (beide haben Klingel)
- kürzere Sitzbank (kein Sozius-Sitz)
- geringere Motorleistung
- Ab Mitte 1980 hatte die CS50 eine Lenkerverkleidung und einen Drehzahlmesser (Ab dem Modell 448 011)
- Die CS50 hatte serienmäßig Richtungsblinker

## Neuerungen ab 1983
Folgende Neuerungen wurden ab dem Baujahr 1983 (ab dann Typ 448-141) vorgenommen:
- Elektronische, wartungsfreie Zündanlage
- Halogen-Scheinwerfer
- Bremslicht mit 10 Watt statt 5 Watt Leistung
- Neue Farben: metallic-rot und stratosilber
- um 40 cm³ vergrößertes Ölfüllvolumen der Telegabel

## Technische Daten im Vergleich
| Modell                | CS 25                                                     | CS 25                                                     | Hai 25                                                    | CX 25                                                     |                                                       |
| --------------------- | --------------------------------------------------------- | --------------------------------------------------------- | --------------------------------------------------------- | --------------------------------------------------------- | ----------------------------------------------------- |
| Typbezeichnung        | 448-140                                                   | 448-141                                                   | 448-150                                                   | 448-151                                                   |                                                       |
| Baujahre              | 1980–1982                                                 | 1982–1983                                                 | 1980–1982                                                 | 1982–1984                                                 |                                                       |
| Motor                 | fahrtwindgekühlter Einzylinder-Zweitaktmotor, Kickstarter | fahrtwindgekühlter Einzylinder-Zweitaktmotor, Kickstarter | fahrtwindgekühlter Einzylinder-Zweitaktmotor, Kickstarter | fahrtwindgekühlter Einzylinder-Zweitaktmotor, Kickstarter |                                                       |
| Steuerung             | Schlitzsteuerung                                          | Schlitzsteuerung                                          | Schlitzsteuerung                                          | Schlitzsteuerung                                          |                                                       |
| Bohrung × Hub         | 39 mm × 41,8 mm                                           | 39 mm × 41,8 mm                                           | 39 mm × 41,8 mm                                           | 39 mm × 41,8 mm                                           |                                                       |
| Hubraum               | 49,9 cm³                                                  | 49,9 cm³                                                  | 49,9 cm³                                                  | 49,9 cm³                                                  |                                                       |
| Gemischaufbereitung   | Bing-Vergaser 17/10/106                                   | Bing-Vergaser 17/10/106                                   | Bing-Vergaser 17/10/107                                   | Bing-Vergaser 17/10/107 1984: Bing-Vergaser 17/10/116     | Bing-Vergaser 17/10/107 1984: Bing-Vergaser 17/10/116 |
| Nennleistung          | 1 kW (1,4 PS) bei 4000/min                                | 1 kW (1,4 PS) bei 4000/min                                | 1 kW (1,4 PS) bei 4200/min                                | 1 kW (1,4 PS) bei 4200/min                                |                                                       |
| max. Drehmoment       | 3,6 Nm bei 2600/min                                       | ?                                                         | ?                                                         | ?                                                         |                                                       |
| Getriebe              | 3-Gang-Ziehkeilgetriebe mit Handschaltung                 | 3-Gang-Ziehkeilgetriebe mit Handschaltung                 | 3-Gang-Ziehkeilgetriebe mit Handschaltung                 | 3-Gang-Ziehkeilgetriebe mit Handschaltung                 |                                                       |
| Schmierung            | Zweitaktgemisch 1 : 50                                    | Zweitaktgemisch 1 : 50                                    | Zweitaktgemisch 1 : 50                                    | Zweitaktgemisch 1 : 50                                    |                                                       |
| Kupplung              | Mehrscheiben im Ölbad                                     | Mehrscheiben im Ölbad                                     | Mehrscheiben im Ölbad                                     | Mehrscheiben im Ölbad                                     |                                                       |
| Sekundärübersetzung   | 11/47                                                     | 11/47                                                     | 11/47                                                     | 11/47                                                     |                                                       |
| Endantrieb            | Rollenkette                                               | Rollenkette                                               | Rollenkette                                               | Rollenkette                                               |                                                       |
| Rahmen                | Zentralrohrrahmen mit Unterzug                            | Zentralrohrrahmen mit Unterzug                            | Zentralrohrrahmen mit Unterzug                            | Zentralrohrrahmen mit Unterzug                            |                                                       |
| Maße (L × B × H)      | 1860 × 635 × 1010 mm                                      | ?                                                         | ?                                                         | ?                                                         |                                                       |
| Radstand              | 1200 mm                                                   | ?                                                         | ?                                                         | ?                                                         |                                                       |
| Sitzhöhe              | 740 mm                                                    | ?                                                         | ?                                                         | ?                                                         |                                                       |
| Radaufhängung vorn    | Teleskopgabel                                             | Teleskopgabel                                             | Teleskopgabel                                             | Teleskopgabel                                             |                                                       |
| Radaufhängung hinten  | Langarmschwinge                                           | Langarmschwinge                                           | Langarmschwinge                                           | Langarmschwinge                                           |                                                       |
| Felgengröße vorn      | Leichtmetall-Gussrad 1,0 × 17"                            | Leichtmetall-Gussrad 1,0 × 17"                            | Drahtspeichenrad 1,5 × 19"                                | Drahtspeichenrad 1,5 × 19"                                |                                                       |
| Felgengröße hinten    | Leichtmetall-Gussrad 1,6 × 17"                            | Leichtmetall-Gussrad 1,6 × 17"                            | Drahtspeichenrad 1,5 × 17"                                | Drahtspeichenrad 1,5 × 17"                                |                                                       |
| Bereifung vorn        | 2,75 – 17"                                                | 2,75 – 17"                                                | 2,5 – 19"                                                 | 2,5 – 19"                                                 |                                                       |
| Bereifung hinten      | 2,75 – 17"                                                | 2,75 – 17"                                                | 3,0 – 17"                                                 | 3,0 – 17"                                                 |                                                       |
| Bremsen               | Trommelbremse vorn und hinten (Ø 120 mm)                  | Trommelbremse vorn und hinten (Ø 120 mm)                  | Trommelbremse vorn und hinten (Ø 120 mm)                  | Trommelbremse vorn und hinten (Ø 120 mm)                  |                                                       |
| Leergewicht           | 77 kg                                                     | ?                                                         | ?                                                         | ?                                                         |                                                       |
| zul. Gesamtgewicht    | 200 kg                                                    | 200 kg                                                    | 200 kg                                                    | 200 kg                                                    |                                                       |
| Tankinhalt            | 8,8 l (Reserve: 1,4 l)                                    | 8,8 l (Reserve: 1,4 l)                                    | 8,8 l (Reserve: 1,4 l)                                    | 8,8 l (Reserve: 1,4 l)                                    |                                                       |
| Höchstgeschwindigkeit | 25 km/h                                                   | 25 km/h                                                   | 25 km/h                                                   | 25 km/h                                                   |                                                       |
| Steigfähigkeit        | 34 %                                                      | 34 %                                                      | 33 %                                                      | 33 %                                                      |                                                       |
| Elektrische Anlage    | 6 V/19-10/5 W                                             | 6 V/20-10/11 W                                            | 6 V/19-10/5 W                                             | 6 V/20-10/11 W                                            |                                                       |

- Quellen: Produktdatenblätter der Zündapp-Typen 448. In: zuendapp-info.com. Amadeus Trautner, abgerufen am 16. Juni 2023.; Zündapp CS 25 – Bedienung und Pflege